# Iô-Iô
"Iô-Iô" é uma canção do grupo Trem da Alegria lançada como single em 1988. Trata-se de mais um single com composição de Michael Sullivan e Paulo Massadas, conhecidos por outras canções de sucesso do grupo como "Uni, Duni, Tê", "He-Man" e "Fera Neném". 
A canção obteve sucesso nas rádios brasileiras e foi a primeira música de trabalho do álbum Trem da Alegria.

## Produção e lançamento
A música utiliza de maneira lúdica  a brincadeira de Ioiô, um dos brinquedos mais antigos do mundo. Como o carro-chefe do álbum era essa canção, a RCA Victor conseguiu patrocínio de uma fábrica para distribuir ioiôs, realizar concursos na TV, além de fazer um iô-iô gigante para ajudar na divulgação.
A música apareceu nas duas coletâneas do grupo, ambas lançadas em CD: Trem da Alegria, de 1992 e Focus: O essencial de Trem da Alegria, de 1999, no entanto, a versão não é a original lançada no álbum de 1988 e sim uma nova versão com vocais de Rubinho, feita em 1989 e utilizada na turnê do grupo do mesmo ano.
A versão cantada pelo grupo em programas fora da Rede Globo não possuía a participação de Xuxa, sendo essa inédita em CD ou LP. A versão do álbum era cantada somente em programas da emissora.

## Recepção
Segundo os jornais Correio Braziliense e o Jornal do Commercio, a faixa obteve sucesso comercial, sendo uma das canções mais executadas nas rádios no ano de 1988.

## Faixas
- Créditos adaptados da contracapa do compacto Iô-Iô.[9]

Lado A
| N.º | Título  | Compositor(es)                  | Participação | Duração |  |
| 1.  | "Iô-Iô" | Michael Sullivan Paulo Massadas | Xuxa         | 3:34    |  |

Lado B
| N.º | Título  | Compositor(es)                  | Participação | Duração |  |
| 1.  | "Iô-Iô" | Michael Sullivan Paulo Massadas | Xuxa         | 3:34    |  |